# Естербрук (Вайомінг)
Естербрук (англ. Esterbrook) — переписна місцевість (CDP) в США, в окрузі Конверс штату Вайомінг. Населення — 40 осіб (2020).

## Географія
Естербрук розташований за координатами 42°24′22″ пн. ш. 105°23′9″ зх. д. / 42.40611° пн. ш. 105.38583° зх. д. (42.406113, -105.385914).  За даними Бюро перепису населення США в 2010 році переписна місцевість мала площу 8,72 км², уся площа — суходіл.

## Демографія
Згідно з переписом 2010 року, у переписній місцевості мешкали 52 особи в 29 домогосподарствах у складі 19 родин. Густота населення становила 6 осіб/км².  Було 114 помешкання (13/км²).
Расовий склад населення:
| - 100,0 % — білих |

До двох чи більше рас належало 0,0 %. Частка іспаномовних становила 0,0 % від усіх жителів.
За віковим діапазоном населення розподілялося таким чином: 0,0 % — особи молодші 18 років, 78,8 % — особи у віці 18—64 років, 21,2 % — особи у віці 65 років та старші. Медіана віку мешканця становила 59,7 року. На 100 осіб жіночої статі у переписній місцевості припадало 116,7 чоловіків;  на 100 жінок у віці від 18 років та старших — 116,7 чоловіків також старших 18 років.
Цивільне працевлаштоване населення становило 38 осіб. Основні галузі зайнятості: сільське господарство, лісництво, риболовля — 78,9 %, освіта, охорона здоров'я та соціальна допомога — 21,1 %.